# Васильев, Михаил Аркадиевич
Михаил Аркадиевич Васильев (род. 27 сентября 1950 года) — российский политик, депутат Государственной Думы ФС РФ первого созыва

## Биография
Получил высшее образование по специальности «учитель физики» в Удмуртском государственном педагогическом институте.
4 марте 1990 был избран депутатом Шарканского районного Совета народных депутатов Удмуртской Республики от одномандатного избирательного округа № 16. С марта 1990 по декабрь 1993 года работал председателем Шарканского районного Совета народных депутатов.
В 1993 году избран депутатом Государственной думы от Удмуртского одномандатного избирательного округа № 30. В государственной думе I созыва был членом комитета по вопросам местного самоуправления, входил в депутатскую группу «Новая региональная политика».
Работал руководителем Секретариата первого заместителя председателя Государственной думы Федерального Собрания Российской Федерации. 4 января 2010 года М. А. Васильеву Указом президента Российской Федерации № 5 был присвоен классный чин действительного государственного советника Российской Федерации 2 класса..

## Награды
- Благодарность Правительства Российской Федерации (23 марта 2010 года) — за большой вклад в обеспечение законотворческой деятельности Государственной Думы Федерального Собрания Российской Федерации[6]